# Campionato mondiale femminile under 23 di pallavolo 2017
Il campionato mondiale femminile under 23 di pallavolo 2017 si è svolto dal 10 al 17 settembre 2017 a Lubiana, in Slovenia: al torneo hanno partecipato dodici squadre nazionali Under 23 e la vittoria finale è andata per la prima volta alla Turchia.

## Impianti
|                                                                     |                                                                  |  |
|                                                                     |                                                                  |  |
| Arena Stožice Città: Lubiana Capienza: 12 480 Anno d'apertura: 2010 | Hala Tivoli Città: Lubiana Capienza: 5 600 Anno d'apertura: 1965 |  |

## Regolamento

### Formula
Le squadre hanno disputato una prima fase a gironi con formula del girone all'italiana; al termine della prima fase:
- Le prime due classificate di ogni girone hanno acceduto alla fase finale per il primo posto strutturata in semifinali, finale per il terzo posto e finale.
- La seconda e la terza classificata di ogni girone hanno acceduto alla fase finale per il quinto posto strutturata in semifinali, finale per il settimo posto e finale per il quinto posto.

### Punteggio e organizzazione delle partite
Nel corso del Campionato mondiale under 23 2017 è stato sperimentato da parte della FIVB un nuovo sistema di suddivisione della partita, che si articola in set da 15 punti l'uno (anziché i 25 previsti dal regolamento ufficiale) con il consueto vantaggio di due lunghezze rispetto all'avversario (15-13, 16-14, 17-15 ecc.) necessario per poter conquistare il set e la conclusione dell'incontro quando una squadra si aggiudica quattro set (anziché i canonici tre). Altre modifiche di minore rilievo hanno riguardato l'intervallo fra due set successivi, portato da tre a due minuti, l'abolizione dei time out tecnici e il cambio campo previsto solamente al termine del secondo set e, se necessario, dopo il quarto, quinto e sesto set; viene confermato invece il cambio campo quando la prima squadra raggiunge gli 8 punti nel corso dell'eventuale settimo set.

### Criteri di classifica
Se il risultato finale è stato di 4-0, 4-1 o 4-2 sono stati assegnati 3 punti alla squadra vincente e 0 a quella sconfitta, se il risultato finale è stato di 4-3 sono stati assegnati 2 punti alla squadra vincente e 1 a quella sconfitta.
L'ordine del posizionamento in classifica è stato definito in base a:
- Numero di partite vinte;
- Punti;
- Ratio dei set vinti/persi;
- Ratio dei punti realizzati/subiti;
- Risultati degli scontri diretti.

## Squadre partecipanti
| Squadra         | Qualificazione                                                        | Ultima partecipazione |
| --------------- | --------------------------------------------------------------------- | --------------------- |
| Argentina       | Miglior classificata CSV alla Coppa panamericana under 23 2016        | Messico 2013          |
| Brasile         | 1ª al campionato sudamericano under 23 2016                           | Turchia 2015          |
| Bulgaria        | 3ª al torneo di qualificazione europeo under 23 2016                  | Turchia 2015          |
| Cina            | 4ª nel ranking FIVB                                                   | Turchia 2015          |
| Cuba            | 2ª miglior classificata NORCECA alla Coppa panamericana under 23 2016 | Turchia 2015          |
| Egitto          | 1ª al campionato africano under 23 2016                               | Turchia 2015          |
| Giappone        | 1ª al campionato asiatico e oceaniano under 23 2017                   | Turchia 2015          |
| Kenya           | 2ª al campionato africano under 23 2016                               | Messico 2013          |
| Rep. Dominicana | 1ª miglior classificata NORCECA alla Coppa panamericana under 23 2016 | Turchia 2015          |
| Slovenia        | Paese organizzatore                                                   | Debutto               |
| Thailandia      | 2ª al campionato asiatico e oceaniano under 23 2017                   | Turchia 2015          |
| Turchia         | 1ª al torneo di qualificazione europeo under 23 2016                  | Turchia 2015          |

## Torneo

### Fase a gironi
| Girone A        | Girone B |
| --------------- | -------- |
| Argentina       | Brasile  |
| Cina            | Bulgaria |
| Egitto          | Cuba     |
| Rep. Dominicana | Giappone |
| Slovenia        | Kenya    |
| Thailandia      | Turchia  |

#### Girone A

##### Risultati
| 10 settembre 2017 Arena Stožice, Lubiana Durata: 1h:37 - Spettatori: 50    | Rep. Dominicana | 3 - 2 | Egitto          | 12-15, 15-6, 15-8, 11-15, 19-17,               |
| 10 settembre 2017 Arena Stožice, Lubiana Durata: 0h:56 - Spettatori: 1 450 | Slovenia        | 3 - 0 | Argentina       | 15-11, 15-10, 15-10,                           |
| 10 settembre 2017 Arena Stožice, Lubiana Durata: 0h:54 - Spettatori: 125   | Cina            | 4 - 0 | Thailandia      | 15-11, 15-6, 15-11, 15-12                      |
| 11 settembre 2017 Arena Stožice, Lubiana Durata: 1h:30 - Spettatori: 50    | Thailandia      | 4 - 2 | Argentina       | 11-15, 15-5, 15-10, 15-12, 13-15, 15-10        |
| 11 settembre 2017 Arena Stožice, Lubiana Durata: 1h:28 - Spettatori: 50    | Cina            | 4 - 2 | Egitto          | 10-15, 15-11, 12-15, 15-10, 15-7, 15-7         |
| 11 settembre 2017 Arena Stožice, Lubiana Durata: 1h:16 - Spettatori: 500   | Slovenia        | 4 - 1 | Rep. Dominicana | 15-11, 15-9, 11-15, 19-17, 15-11               |
| 12 settembre 2017 Arena Stožice, Lubiana Durata: 2h:03 - Spettatori: 50    | Rep. Dominicana | 4 - 3 | Argentina       | 21-23, 12-15, 15-12, 17-15, 16-14, 20-22, 15-5 |
| 12 settembre 2017 Arena Stožice, Lubiana Durata: 0h:47 - Spettatori: 1 000 | Slovenia        | 4 - 0 | Cina            | 15-11, 15-12, 15-5, 15-8                       |
| 12 settembre 2017 Arena Stožice, Lubiana Durata: 1h:25 - Spettatori: 50    | Thailandia      | 2 - 4 | Egitto          | 9-15, 15-7, 11-15, 15-9, 14-16, 4-15           |
| 14 settembre 2017 Arena Stožice, Lubiana Durata: 1h:53 - Spettatori: 50    | Egitto          | 3 - 4 | Argentina       | 10-15, 6-15, 14-16, 16-14, 15-13, 15-11, 11-15 |
| 14 settembre 2017 Arena Stožice, Lubiana Durata: 0h:54 - Spettatori: 900   | Slovenia        | 4 - 0 | Thailandia      | 15-8, 16-14, 15-10, 15-10                      |
| 14 settembre 2017 Arena Stožice, Lubiana Durata: 0h:54 - Spettatori: 50    | Rep. Dominicana | 4 - 0 | Cina            | 15-10, 15-13, 15-3, 15-10                      |
| 15 settembre 2017 Arena Stožice, Lubiana Durata: 1h:30 - Spettatori: 50    | Cina            | 4 - 2 | Argentina       | 11-15, 13-15, 15-8, 15-11, 18-16, 16-14        |
| 15 settembre 2017 Arena Stožice, Lubiana Durata: 1h:49 - Spettatori: 150   | Rep. Dominicana | 3 - 4 | Thailandia      | 15-9, 15-12, 12-15, 15-11, 12-15, 11-15, 19-21 |
| 15 settembre 2017 Arena Stožice, Lubiana Durata: 1h:11 - Spettatori: 450   | Slovenia        | 4 - 1 | Egitto          | 15-5, 15-17, 15-10, 15-10, 15-8                |

##### Classifica
| Pos | Squadra         | Pt | G | V | P | SV | SP | Ratio  | PF  | PS  | Ratio |
| --- | --------------- | -- | - | - | - | -- | -- | ------ | --- | --- | ----- |
| 1   | Slovenia        | 15 | 5 | 5 | 0 | 20 | 2  | 10.000 | 331 | 230 | 1.439 |
| 2   | Rep. Dominicana | 9  | 5 | 3 | 2 | 16 | 13 | 1.231  | 429 | 390 | 1.100 |
| 3   | Cina            | 9  | 5 | 3 | 2 | 12 | 12 | 1.000  | 302 | 304 | 0.993 |
| 4   | Thailandia      | 5  | 5 | 2 | 3 | 10 | 17 | 0.588  | 332 | 364 | 0.912 |
| 5   | Egitto          | 4  | 5 | 1 | 4 | 12 | 18 | 0.667  | 354 | 415 | 0.853 |
| 6   | Argentina       | 3  | 5 | 1 | 4 | 11 | 19 | 0.579  | 390 | 435 | 0.897 |

#### Girone B

##### Risultati
| 10 settembre 2017 Hala Tivoli, Lubiana Durata: 0h:51 - Spettatori: 50  | Brasile  | 4 - 0 | Kenya    | 15-2, 15-5, 15-11, 15-10                       |
| 10 settembre 2017 Hala Tivoli, Lubiana Durata: 1h:04 - Spettatori: 50  | Turchia  | 4 - 0 | Cuba     | 15-12, 16-14, 17-15, 15-8                      |
| 10 settembre 2017 Hala Tivoli, Lubiana Durata: 1h:34 - Spettatori: 50  | Giappone | 2 - 4 | Bulgaria | 13-15, 15-13, 15-11, 13-15, 12-15, 11-15       |
| 11 settembre 2017 Hala Tivoli, Lubiana Durata: 0h:52 - Spettatori: 50  | Bulgaria | 4 - 0 | Kenya    | 15-1, 15-5, 15-6, 15-11                        |
| 11 settembre 2017 Hala Tivoli, Lubiana Durata: 0h:56 - Spettatori: 125 | Giappone | 4 - 0 | Cuba     | 15-12, 15-12, 15-7, 15-13                      |
| 11 settembre 2017 Hala Tivoli, Lubiana Durata: 1h:04 - Spettatori: 50  | Brasile  | 4 - 0 | Turchia  | 17-15, 15-12, 15-6, 15-12                      |
| 12 settembre 2017 Hala Tivoli, Lubiana Durata: 0h:49 - Spettatori: 50  | Turchia  | 4 - 0 | Kenya    | 15-6, 15-5, 15-12, 15-11                       |
| 12 settembre 2017 Hala Tivoli, Lubiana Durata: 1h:26 - Spettatori: 50  | Brasile  | 4 - 1 | Giappone | 14-16, 15-13, 15-11, 17-15, 15-10              |
| 12 settembre 2017 Hala Tivoli, Lubiana Durata: 1h:37 - Spettatori: 50  | Bulgaria | 4 - 3 | Cuba     | 10-15, 12-15, 11-15, 15-10, 15-10, 15-11, 15-6 |
| 14 settembre 2017 Hala Tivoli, Lubiana Durata: 0h:56 - Spettatori: 50  | Cuba     | 4 - 0 | Kenya    | 15-9, 15-10, 15-7, 15-12                       |
| 14 settembre 2017 Hala Tivoli, Lubiana Durata: 1h:01 - Spettatori: 60  | Brasile  | 0 - 4 | Bulgaria | 10-15, 5-15, 14-16, 9-15                       |
| 14 settembre 2017 Hala Tivoli, Lubiana Durata: 1h:15 - Spettatori: 50  | Turchia  | 4 - 1 | Giappone | 15-12, 15-5, 15-9, 12-15, 15-8                 |
| 15 settembre 2017 Hala Tivoli, Lubiana Durata: 0h:52 - Spettatori: 50  | Giappone | 4 - 0 | Kenya    | 15-7, 15-8, 15-6, 15-9                         |
| 15 settembre 2017 Hala Tivoli, Lubiana Durata: 1h:19 - Spettatori: 50  | Turchia  | 4 - 1 | Bulgaria | 15-9, 15-12, 15-11, 10-15, 15-13               |
| 15 settembre 2017 Hala Tivoli, Lubiana Durata: 1h:16 - Spettatori: 50  | Brasile  | 1 - 4 | Cuba     | 12-15, 15-9, 10-15, 15-17, 14-16               |

##### Classifica
| Pos | Squadra  | Pt | G | V | P | SV | SP | Ratio | PF  | PS  | Ratio |
| --- | -------- | -- | - | - | - | -- | -- | ----- | --- | --- | ----- |
| 1   | Turchia  | 12 | 5 | 4 | 1 | 16 | 6  | 2.667 | 310 | 254 | 1.220 |
| 2   | Bulgaria | 11 | 5 | 4 | 1 | 17 | 9  | 1.889 | 358 | 292 | 1.226 |
| 3   | Brasile  | 9  | 5 | 3 | 2 | 13 | 9  | 1.444 | 302 | 271 | 1.114 |
| 4   | Cuba     | 7  | 5 | 2 | 3 | 11 | 13 | 0.846 | 307 | 320 | 0.959 |
| 5   | Giappone | 6  | 5 | 2 | 3 | 12 | 12 | 1.000 | 313 | 306 | 1.023 |
| 6   | Kenya    | 0  | 5 | 0 | 5 | 0  | 20 | 0.000 | 153 | 300 | 0.510 |

### Fase finale

#### Finali 1º e 3º posto
|  | Semifinali      | Semifinali      | Semifinali |          |         | Finale 1º/2º posto | Finale 1º/2º posto | Finale 1º/2º posto |  |
|  |                 |                 |            |          |         |                    |                    |                    |  |
|  | Turchia         | Turchia         | 4          |          |         |                    |                    |                    |  |
|  | Turchia         | Turchia         | 4          |          |         |                    |                    |                    |  |
|  | Rep. Dominicana | Rep. Dominicana | 3          |          |         |                    |                    |                    |  |
|  | Rep. Dominicana | Rep. Dominicana | 3          |          | Turchia | Turchia            | 4                  |                    |  |
|  |                 |                 |            |          | Turchia | Turchia            | 4                  |                    |  |
|  |                 |                 | Slovenia   | Slovenia | 0       |                    |                    |                    |  |
|  | Slovenia        | Slovenia        | Slovenia   | Slovenia | 0       | 4                  |                    |                    |  |
|  | Slovenia        | Slovenia        |            |          |         | 4                  |                    |                    |  |
|  | Bulgaria        | Bulgaria        | 1          |          |         | Finale 3º/4º posto | Finale 3º/4º posto | Finale 3º/4º posto |  |
|  | Bulgaria        | Bulgaria        | 1          |          |         |                    |                    |                    |  |
|  |                 |                 |            |          |         |                    |                    |                    |  |
|  |                 |                 |            |          |         | Rep. Dominicana    | Rep. Dominicana    | 2                  |  |
|  |                 |                 |            |          |         | Rep. Dominicana    | Rep. Dominicana    | 2                  |  |
|  |                 |                 |            |          |         | Bulgaria           | Bulgaria           | 4                  |  |

##### Semifinali
| 16 settembre 2017 Arena Stožice, Lubiana Durata: 1h:51 - Spettatori: 120   | Turchia  | 4 - 3 | Rep. Dominicana | 11-15, 16-14, 11-15, 13-15, 15-7, 16-14, 15-8 |
| 16 settembre 2017 Arena Stožice, Lubiana Durata: 1h:11 - Spettatori: 2 000 | Slovenia | 4 - 1 | Bulgaria        | 11-15, 15-10, 15-12, 18-16, 15-4              |

##### Finale 3º posto
| 17 settembre 2017 Arena Stožice, Lubiana Durata: 1h:33 - Spettatori: 120 | Rep. Dominicana | 2 - 4 | Bulgaria | 15-12, 8-15, 11-15, 18-16, 11-15, 9-15 |

##### Finale
| 17 settembre 2017 Arena Stožice, Lubiana Durata: 1h:04 - Spettatori: 2 500 | Turchia | 4 - 0 | Slovenia | 15-12, 15-11, 15-13, 15-8 |

#### Finali 5º e 7º posto
|  | Semifinali | Semifinali | Semifinali |         |      | Finale 5º/6º posto | Finale 5º/6º posto | Finale 5º/6º posto |  |
|  |            |            |            |         |      |                    |                    |                    |  |
|  | Cina       | Cina       | 1          |         |      |                    |                    |                    |  |
|  | Cina       | Cina       | 1          |         |      |                    |                    |                    |  |
|  | Cuba       | Cuba       | 4          |         |      |                    |                    |                    |  |
|  | Cuba       | Cuba       | 4          |         | Cuba | Cuba               | 0                  |                    |  |
|  |            |            |            |         | Cuba | Cuba               | 0                  |                    |  |
|  |            |            | Brasile    | Brasile | 4    |                    |                    |                    |  |
|  | Brasile    | Brasile    | Brasile    | Brasile | 4    | 4                  |                    |                    |  |
|  | Brasile    | Brasile    |            |         |      | 4                  |                    |                    |  |
|  | Thailandia | Thailandia | 0          |         |      | Finale 7º/8º posto | Finale 7º/8º posto | Finale 7º/8º posto |  |
|  | Thailandia | Thailandia | 0          |         |      |                    |                    |                    |  |
|  |            |            |            |         |      |                    |                    |                    |  |
|  |            |            |            |         |      | Cina               | Cina               | 4                  |  |
|  |            |            |            |         |      | Cina               | Cina               | 4                  |  |
|  |            |            |            |         |      | Thailandia         | Thailandia         | 2                  |  |

##### Semifinali
| 16 settembre 2017 Hala Tivoli, Lubiana Durata: 1h:12 - Spettatori: 50 | Cina    | 1 - 4 | Cuba       | 14-16, 15-6, 10-15, 10-15, 16-18 |
| 16 settembre 2017 Hala Tivoli, Lubiana Durata: 1h:04 - Spettatori: 50 | Brasile | 4 - 0 | Thailandia | 18-16, 16-14, 15-10, 15-7        |

##### Finale 7º posto
| 17 settembre 2017 Hala Tivoli, Lubiana Durata: 1h:25 - Spettatori: 50 | Cina | 4 - 2 | Thailandia | 14-16, 12-15, 15-4, 16-14, 15-3, 19-17 |

##### Finale 5º posto
| 17 settembre 2017 Hala Tivoli, Lubiana Durata: 0h:51 - Spettatori: 50 | Cuba | 0 - 4 | Brasile | 12-15, 6-15, 8-15, 13-15 |

## Classifica finale
| Pos     | Squadra         | Rosa |
| ------- | --------------- | --- |
| Oro     | Turchia         | Formazione: 2 Tuğba Şenoğlu, 4 Beyza Arıcı, 5 Ayça Aykaç, 7 Çağla Akın, 9 Aslı Kalaç, 10 Ezgi Dilik, 12 Bihter Dumanoğlu, 15 Hande Baladın, 16 Saliha Şahin, 17 Nursevil Aydınlar, 18 Zehra Güneş, 19 Ebrar Karakurt, CT: Ataman Güneyligil                                 |
| Argento | Slovenia        | Formazione: 1 Eva Mori, 2 Darja Eržen, 4 Ana Marija Vovk, 5 Pia Blažič, 6 Maja Pahor, 9 Iza Mlakar, 14 Lana Ščuka, 15 Ela Pintar, 17 Špela Marušič, 18 Saša Planinšec, 20 Anita Sobočan, 21 Tina Grudina, CT: Alessandro Chiappini                                          |
| Bronzo  | Bulgaria        | Formazione: 1 Gergana Dimitrova, 2 Polina Nejkova, 3 Vangelija Račkovska, 4 Iveta Stančulova, 5 Mirela Šahpazova, 6 Miroslava Paskova, 7 Monika Krăsteva, 8 Ralina Doškova, 10 Elica Barakova, 12 Marija Dančeva, 14 Silvana Čauševa, 15 Žana Todorova, CT: Antonina Zetova |
| 4.      | Rep. Dominicana | |
| 5.      | Brasile         | |
| 6.      | Cuba            | |
| 7.      | Cina            | |
| 8.      | Thailandia      | |
| 9.      | Egitto          | |
| 9.      | Giappone        | |
| 11.     | Argentina       | |
| 11.     | Kenya           | |

## Premi individuali
| Premio                 | Nome             | Squadra         |
| ---------------------- | ---------------- | --------------- |
| MVP                    | Hande Baladın    | Turchia         |
| Miglior palleggiatrice | Eva Mori         | Slovenia        |
| Miglior opposto        | Iza Mlakar       | Slovenia        |
| Miglior schiacciatrice | Hande Baladın    | Turchia         |
| Miglior schiacciatrice | Madeline Guillén | Rep. Dominicana |
| Miglior centrale       | Beyza Arıcı      | Turchia         |
| Miglior centrale       | Saša Planinšec   | Slovenia        |
| Miglior libero         | Žana Todorova    | Bulgaria        |